# Ptilodactyla punctatostriata
Ptilodactyla punctatostriata is een keversoort uit de familie Ptilodactylidae. De wetenschappelijke naam van de soort is voor het eerst geldig gepubliceerd in 1868 door Murray.